# Atkarsk
Atkarsk (rusky Атка́рск) je město v Saratovské oblasti v Ruské federaci, správní středisko Atkarského rajónu. Při sčítání lidu v roce 2010 měl Atkarsk přes pětadvacet tisíc obyvatel.

## Poloha a doprava
Atkarsk leží v Povolžské vrchovině při ústí Atkary do Medvedici, levého přítoku Donu. Od Saratova, správního střediska oblasti, je vzdálen přibližně 92 kilometrů severozápadně.
Ve městě je železniční stanice na trati z Astrachaně přes Saratov do Moskvy.

## Dějiny
Nejpozději od roku 1358 bylo v místech moderního Atkarsku sídlo Tatarů. Ruské impérium zde založilo pevnůstku v roce 1702. Vojenská osádka byla do značné míry hospodářsky soběstačná – vojáci se kromě běžných vojenských povinností věnovali i zemědělství.
V roce 1774 krátce Atkarsk ovládli povstalci Pugačovova povstání.
V roce 1780, kdy je založena Saratovská gubernie, se Atkarsk stává městem.

### Rodáci
- Pjotr Vasiljevič Orešin (1887–1938), spisovatel